# Jens Lurås Oftebro
Jens Lurås Oftebro (Oslo, 21 de julio de 2000) es un deportista noruego que compite en esquí en la modalidad de combinada nórdica.
Participó en los Juegos Olímpicos de Pekín 2022, obteniendo dos medallas, oro por equipo (junto con Espen Bjørnstad, Espen Andersen y Jørgen Graabak) y plata en la prueba de trampolín grande + 10 km.
Ganó ocho medallas en el Campeonato Mundial de Esquí Nórdico entre los años 2021 y 2025.

## Palmarés internacional
| Juegos Olímpicos   | Juegos Olímpicos      | Juegos Olímpicos  | Juegos Olímpicos                      |
| Año                | Lugar                 | Medalla           | Prueba                                |
| ------------------ | --------------------- | ----------------- | ------------------------------------- |
| 2022               | Pekín (China)         | Medalla de oro    | TG + 4 × 5 km por equipo              |
| 2022               | Pekín (China)         | Medalla de plata  | TG + 10 km individual                 |
| Campeonato Mundial |                       |                   |                                       |
| Año                | Lugar                 | Medalla           | Prueba                                |
| 2021               | Oberstdorf (Alemania) | Medalla de oro    | TN + 4 × 5 km por equipo              |
| 2021               | Oberstdorf (Alemania) | Medalla de bronce | TN + 10 km individual                 |
| 2023               | Planica (Eslovenia)   | Medalla de oro    | TG + 4 × 5 km por equipo              |
| 2023               | Planica (Eslovenia)   | Medalla de oro    | TN + 2 × 2,5 km/2 × 5 km equipo mixto |
| 2023               | Planica (Eslovenia)   | Medalla de plata  | TG + 10 km individual                 |
| 2025               | Trondheim (Noruega)   | Medalla de oro    | TN + 2 × 2,5 km/2 × 5 km equipo mixto |
| 2025               | Trondheim (Noruega)   | Medalla de plata  | TN + 7,5 km individual                |
| 2025               | Trondheim (Noruega)   | Medalla de bronce | TG + 4 × 5 km por equipo              |